# Batula
Batula, či Batula-čingsang, známý též jako Mahmúd († 1416), byl ojratský státník a vojevůdce. Koncem 14. století stanul v čele nejsilnější skupiny Ojratů a poté měl významnou roli v boji o moc nad Mongolskem mezi Ojraty a východními Mongoly.

## Život
Batula, jinak též Batula-čingsang, nebo Mahmúd, byl starší syn ojratského náčelníka Kúkaj-taju. Mongolský chán Elbag (vládl 1392–1399, potomek Arik-buky) udělil Mahmúdovi vysoký titul čingsang (hlavní ministr) a dal mu svou dceru Samur. Po smrti otce Mahmúd s bratrem Ugeči Kasagou převzali vládu nad otcovými lidmi.
Ojrati byli v té době rozděleni na tři skupiny, přičemž Batulova – nejsilnější – skupina kočovala ve stepích severně a severozápadně od Ta-tchungu.
Zanedlouho se Ojrati dostali s Elbegem do konfliktu, důvody prameny udávají různé, a roku 1399 (nebo 1401) Batula a jeho bratr chána zabili. Poté vládli fakticky nezávisle na Elbegovu nástupci a bratru Gün Temürovi, kterého roku 1402 v dalším kole bojů také porazili a zabili.
Chánem se poté stal Orug Temür-chán, potomek Ögödeje, dosazený na trůn východomongolským náčelníkem Arughtajem, který ovládl východní Mongolsko. Orug Temür-chán udělil Arughtajovi titul čingsang, ale roku 1408 se Arughtaj postavil proti chánovi, porazil ho a zabil. Novým chánem Arughtaj jmenoval svého spojence Bunjaširiho, Arik-bukova potomka.
Čínská říše Ming, která byla začátkem 15. století v napjatých vztazích s východními Mongoly, se snažila navázat vztahy s Ojraty a od roku 1403 k nim vysílala poselstva. Batula reagoval souhlasně až roku 1408, kdy vyslal do Pekingu své zástupce s tributem. Mingský císař Jung-le mu oplátkou udělil titul knížete Šun-ning (順寧王, Věrný a mírumilovný kníže), analogické tituly dostali vůdci ostatních dvou ojratských skupin.
Ojraté vedení Batulou pak roku 1409 vytáhli proti východním Mongolům, porazili je v bitvě a zatlačili je za řeku Kerulen. Mingský císař Jung-le využil příležitost a téhož roku vyslal armádu proti východním Mongolům, kterou však Arughtaj u Kerulenu rozdrtil. Následující rok proti Mongolům vytáhl osobně císař a ve dvou bitvách je rozbil. Arughtaj se poté podrobil a souhlasil s placením tributu.
Oslabení východních Mongolů využil Batula, zaútočil na ně, u Kerulenu rozprášil jejich vojsko a roku 1412 zajal a zabil chána Bunjaširiho. Na trůn poté dosadil jiného Arik-bukova potomka, Delbega, jehož moc však byla dosti omezená Batulovým vlivem. Téhož roku 1412 žádal na říši Ming odměnu za porážku východních Mongolů a zbraně pro další boj s Arughtajem. Jeho poslům se v Pekingu dostalo darů, mingská vláda se však rozhodla podpořit Arughtaje. Batula proto sebral vojsko k útoku na Čínu a vyhlásil záměr podřídit si Mongoly v Kan-su a Ning-sia (podléhající mingské vládě). Po selhání jednání s Mingy, které proběhlo počátkem roku 1413, Batula vytáhl v čele třicetitisícové armády ke Kerulenu, a vyhnal Arughtaje z Mongolska do Číny.
Ojrati začali provádět nájezdy na mingské pohraničí. Jung-le reagoval v létě 1414 tažením do Mongolska. S Ojraty se jeho armáda střetla mezi horními toky Túlu a Orchonu. V bitvě měly obě strany těžké ztráty, Ojrati ustoupili podél Túlu, Mingové je však nebyli schopni pronásledovat a stáhli se do Číny.
Následující rok Batula požádal o obnovení přátelských vztahů s mingskou Čínou, císař Jung-le posly a tribut přijal, zůstal však opatrný a dbal na posilování pohraniční obrany, Arughtaj však využil oslabení Ojratů a na přelomu let 1415/1416 na ně zaútočil, porazil je a zabil Delbega i Batulu.
Batulovo postavení v čele Ojratů zdědil jeho syn Togon-tajši († 1439).